# 未来創造堂
『未来創造堂』（みらいそうぞうどう）は、2006年4月7日から2009年9月25日の3年半、日本テレビ系列（NNN加盟局）で毎週金曜日の23:00 - 23:30（JST、遅延の場合あり）に放送されたバラエティ番組で、ドキュメンタリー番組でもあった（字幕放送）。

## 概要
スタジオの司会は、とんねるずの木梨憲武と、当時日本テレビアナウンサー・西尾由佳理、ナレーションは冨永みーなおよび山寺宏一、日本テレビアナウンサー・蛯原哲で毎週、1-2人（組）のゲストを招いた。
番組構成は、前半はゲストがこだわっているものをテーマにトークを繰り広げるコーナー「コダワリのトーク」。後半は、毎週、現代の身近にあるものがどのように発明されたか、また、その発明者の苦難の歴史を本格的なドラマ仕立てのVTRで紹介する「コダワリのVTR」。エンディングは木梨お気に入りのちょっとしたアイデア商品などをゲストに紹介する「コダワリのオススメ」で、ここでスタッフクレジットが表示されて次回予告が流れ、番組終了となる。
地上デジタルでは、トーク、VTRともに標準画質での収録（両端には一部地域を除いてタイトルロゴが描かれたサイドパネルが貼られている）となっていたが、2009年3月27日放送よりハイビジョン制作になった。
番組最高平均視聴率は2009年7月17日の13.0%（関東地方、ビデオリサーチ社調べ）。

## 放送内容一覧
初回から第55回までは、タレントが演じる再現ドラマで商品開発等を紹介していた。画面には「これは実在する資料をもとに構成されたフィクションです」と表示された。
| 第1回 - 第55回 | 第1回 - 第55回 | 第1回 - 第55回                                   | 第1回 - 第55回                                   | 第1回 - 第55回                                   |
| 回             | 放送日         | 発明品                                           | 発明者                                           | 出演者                                           |
| -------------- | -------------- | ------------------------------------------------ | ------------------------------------------------ | ------------------------------------------------ |
| 1              | 2006年4月7日   | 乾電池                                           | 屋井先蔵                                         | 豊原功補、奥貫薫、デビット伊東                   |
| 2              | 2006年4月14日  | FAX                                              | 丹羽保次郎                                       | 中村俊介、高杉亘、久保晶                         |
| 3              | 2006年4月21日  | 飛行機                                           | 二宮忠八                                         | 袴田吉彦、岩崎ひろみ、田中要次                   |
| 4              | 2006年4月28日  | 飛行機                                           | 二宮忠八                                         | 袴田吉彦、岩崎ひろみ、田中要次                   |
| 5              | 2006年5月5日   | コンタクトレンズ                                 | 水谷豊（眼科医）                                 | 遠藤章造（ココリコ）、松田悟志                   |
| 6              | 2006年5月12日  | オセロゲーム                                     | 長谷川五郎                                       | 西村雅彦、尾美としのり                           |
| 7              | 2006年5月19日  | シャープペンシル                                 | 早川徳次                                         | 忍成修吾、品川祐（品川庄司）                     |
| 8              | 2006年5月26日  | 製麺機                                           | 眞崎照郷                                         | 山下徹大、阿藤快、車だん吉                       |
| 9              | 2006年6月2日   | スペースインベーダー                             | TAITO                                            | 岡田圭右（ますだおかだ）                         |
| 10             | 2006年6月9日   | 100円ライター                                    | TOKAI                                            | 斉木しげる、中村有志、遠藤みずき                 |
| 11             | 2006年6月30日  | 天気予報                                         | 藤原咲平                                         | 布施博、前田愛、木原実                           |
| 12             | 2006年7月7日   | 亀の子たわし                                     | 西尾正左衛門                                     | 増田英彦（ますだおかだ）、嶋田久作               |
| 13             | 2006年7月14日  | 温水洗浄便座 （ウォシュレット）                  | TOTO                                             | 平田満、柳沢なな、坂本真                         |
| 14             | 2006年7月21日  | 真珠養殖                                         | 御木本幸吉                                       | マギー、さくら、竹匠                             |
| 15             | 2006年7月28日  | 赤外線リモコン                                   | Panasonic                                        | 賀集利樹、木下ほうか、尾上寛之                   |
| 16             | 2006年8月4日   | バスクリン                                       | 津村重舎                                         | 一太郎、酒井敏也                                 |
| 17             | 2006年8月11日  | カルピス                                         | 三島海雲                                         | 中野英雄、鈴木浩介                               |
| 18             | 2006年8月18日  | 即席茶漬け                                       | 永谷園・永谷嘉男                                 | つぶやきシロー、平岩紙                           |
| 19             | 2006年8月25日  | ボンカレー                                       | 大塚食品                                         | 板尾創路、宍戸美和公、脇知弘                     |
| 20             | 2006年9月1日   | 月面宙返り                                       | 塚原光男                                         | 浅利陽介、仲村綾乃、ラッシャー板前               |
| 21             | 2006年9月8日   | テリヤキバーガー                                 | モスバーガー                                     | 山田純大、佐戸井けん太、海老澤健次               |
| 22             | 2006年9月15日  | 東京タワー                                       | 内藤多仲（建築家）                               | 不破万作、津村鷹志、近藤公園                     |
| 23             | 2006年9月22日  | 新幹線                                           | 松平精                                           | 大浦龍宇一、河原さぶ、富岡晃一郎                 |
| 24             | 2006年9月29日  | 日本語ワープロ                                   | 東芝                                             | 羽場裕一、無法松、桐畑トール                     |
| 25             | 2006年10月6日  | 哺乳瓶                                           | ピジョン                                         | 芦川誠、佐藤正宏、喜多嶋舞                       |
| 26             | 2006年10月13日 | 日本警備保障                                     | 飯田亮                                           | 西村和彦、飯田昌宏                               |
| 27             | 2006年10月20日 | セロテープ                                       | ニチバン                                         | 石井正則（アリtoキリギリス）、松田洋治           |
| 28             | 2006年10月27日 | 野球盤                                           | エポック社                                       | 尾美としのり、六角精児、プリティ長嶋             |
| 29             | 2006年11月3日  | 現代用語の基礎知識                               | 自由国民社                                       | モロ師岡、水橋研二、朝比奈慶                     |
| 30             | 2006年11月10日 | 冷温式自動販売機                                 | ポッカ                                           | 宮川一朗太、村松利史、正名僕蔵                   |
| 31             | 2006年11月17日 | プリント倶楽部                                   | アトラス・佐々木美穂                             | 田村たがめ、中川剛                               |
| 32             | 2006年11月24日 | 段ボール                                         | 聯合紙器（現・レンゴー）                         | 井上貞治郎、金田明夫、池内万作                   |
| 33             | 2006年12月1日  | サインペン                                       | ぺんてる・若井登                                 | 岡田浩暉、なべやかん                             |
| 34             | 2006年12月8日  | 電子ジャー                                       | 象印マホービン・市川博邦                         | 西川忠志、ドロンズ石本                           |
| 35             | 2006年12月15日 | プレハブ住宅                                     | DaiwaHouse・石橋信夫                             | 辻本茂雄、久保晶、ノゾエ征爾                     |
| 36             | 2006年12月22日 | セーラー服                                       | 太田豊吉                                         | 皆川猿時、ジャスミン・S、桑名里瑛                |
| 37             | 2006年12月29日 | シアター創造堂特別編（オセロゲームの再放送）     | シアター創造堂特別編（オセロゲームの再放送）     | シアター創造堂特別編（オセロゲームの再放送）     |
| 38             | 2007年1月5日   | 水族館                                           | 杉浦宏                                           | 金子貴俊、柳ユーレイ、揚田.あき                  |
| 39             | 2007年1月12日  | カプセルホテル                                   | 見達和夫                                         | 西川のりお、黒田勇樹、江本純子、山賀敦弘         |
| 40             | 2007年1月19日  | ゴルフボール                                     | ブリヂストンスポーツ・冨田誠介                   | つまみ枝豆、岡本信人、河合龍之介                 |
| 41             | 2007年1月26日  | 日本漫画                                         | 加藤謙一                                         | 浅野和之、柳沢なな、上地雄輔                     |
| 42             | 2007年2月2日   | 化粧筆                                           | 白鳳堂・高本和男                                 | 村杉蝉之介、杉山彩子、洞口依子                   |
| 43             | 2007年2月9日   | 電卓                                             | CASIO・樫尾幸雄                                  | 風見しんご、尾崎右宗、小宮孝泰                   |
| 44             | 2007年2月16日  | 電気こたつ                                       | 横山良一                                         | 国広富之、藤沢かりん、石田太郎                   |
| 45             | 2007年2月23日  | ユニットバス                                     | TOTO・進藤正巳                                   | 山崎裕太、入江雅人                               |
| 46             | 2007年3月2日   | 寿司ロボット                                     | 鈴木喜作                                         | 松尾伴内、川口貴弘、菅田俊                       |
| 47             | 2007年3月9日   | スーパーマーケット                               | 紀ノ国屋・増井徳男                               | 金子昇、田鍋謙一郎                               |
| 48             | 2007年3月16日  | マラソンシューズ                                 | asics・鬼塚喜八郎                                | 山田雅人、辻本祐樹、三浦誠己                     |
| 49             | 2007年3月23日  | モナ・リザ展示ケース                             | 大川光雄                                         | 板尾創路、ハルカ、ルー大柴、田中敦子             |
| 50             | 2007年3月30日  | シアター創造堂特別編（飛行機を再編集して再放送） | シアター創造堂特別編（飛行機を再編集して再放送） | シアター創造堂特別編（飛行機を再編集して再放送） |
| 51             | 2007年4月6日   | 体脂肪計                                         | タニタ・佐藤富雄                                 | 尾上寛之、宮地真緒                               |
| 52             | 2007年4月13日  | エコー検査機                                     | 竹内久彌                                         | 柳沢慎吾、宮崎吐夢                               |
| 53             | 2007年4月20日  | 紙おむつ                                         | 阿部啓二                                         | 一太郎、遠藤久美子                               |
| 54             | 2007年4月27日  | あんパン                                         | 木村屋總本店・木村安兵衛                         | 不破万作、佐戸井けん太、本田大輔                 |
| 55             | 2007年5月4日   | のりかえ便利マップ                               | NAVIT・福井泰代                                  | いとうまい子、西山浩司                           |

第56回以降は、商品開発をした当時の建物や人物写真などの資料そのものを映し、再現ドラマの映像を一部加えて商品開発を紹介する（ナレーターは山寺宏一）。
| 第56回以降 | 第56回以降     | 第56回以降                                                                     |
| 回         | 放送日         | タイトル                                                                       |
| ---------- | -------------- | ------------------------------------------------------------------------------ |
| 56         | 2007年5月11日  | 包丁の未来を切り拓いた男・渡辺勇蔵                                             |
| 57         | 2007年5月18日  | コシヒカリの未来を切り拓いた男・杉谷文之                                       |
| 58         | 2007年5月25日  | ダイニングキッチンを創った女性・浜口ミホ                                       |
| 59         | 2007年6月1日   | 自転車ギアの未来を創った男・島野三兄弟（シマノ）                               |
| 60         | 2007年6月8日   | ナポリタンでスパゲッティの未来を切り拓いた男・入江茂忠                         |
| 61         | 2007年6月15日  | 食品サンプルの未来を切り拓いた男・岩崎瀧三                                     |
| 62         | 2007年6月22日  | ビーチサンダルの未来を切り拓いた男・生田庄太郎                                 |
| 63         | 2007年6月29日  | マッサージチェアの未来を切り拓いた男・原彦芳                                   |
| 64         | 2007年7月6日   | スーツケースで旅の未来を変えた男・新川柳作                                     |
| 65         | 2007年7月13日  | キューでビリヤードの未来を切り拓いた男・高平睦生                               |
| 66         | 2007年7月20日  | リカちゃんで人形の未来を切り拓いた男・小島康宏（タカラ）                       |
| 67         | 2007年7月27日  | 気泡シートで包み込むことの未来を切り拓いた男・川上聡                           |
| 68         | 2007年8月3日   | 消しゴムの未来を切り拓いた男・後藤一雄                                         |
| 69         | 2007年8月10日  | カニカマ（かに風味かまぼこ）でかまぼこの未来を切り拓いた男・杉野芳人（スギヨ） |
| 70         | 2007年8月17日  | 蚊取り線香で虫除けの未来を切り拓いた男・上山英一郎（大日本除虫菊創業者）       |
| 71         | 2007年8月24日  | 小袋入りワサビでワサビの未来を切り拓いた男・小林元次                           |
| 72         | 2007年8月31日  | 魚群探知機で漁業の未来を切り拓いた男・古野兄弟（古野電気創業者）               |
| 73         | 2007年9月7日   | 洗浄カキでカキ養殖の未来を創った男・佐藤忠勇                                   |
| 74         | 2007年9月14日  | アーム式ピッチングマシーンの未来を切り拓いた男・吉田義                         |
| 75         | 2007年9月21日  | 耐震建築の未来を切り拓いた男・稲田達夫                                         |
| 76         | 2007年9月28日  | スポーツサングラスの未来を切り拓いた男・山本為信                               |
| 77         | 2007年10月5日  | ジーンズの未来を創った男・貝原定治                                             |
| 78         | 2007年10月12日 | ウェットスーツの未来を切り拓いた男・山本敬一                                   |
| 79         | 2007年10月19日 | 塩の未来を切り拓いた男・高安正勝                                               |
| 80         | 2007年10月26日 | 冷蔵庫の未来を切り拓いた男・上門一登                                           |
| 81         | 2007年11月2日  | 名古屋コーチンで鶏肉の未来を切り拓いた男・海部兄弟                             |
| 82         | 2007年11月9日  | かっぱえびせんでお菓子の未来を切り拓いた男・松尾孝                             |
| 83         | 2007年11月16日 | ホイッスルの未来を切り拓いた男・野田員弘                                       |
| 84         | 2007年11月23日 | 保冷剤の未来を切り拓いた男・鎌田泉（白元創業者）                               |
| 85         | 2007年11月30日 | 農業の未来を切り拓いた男・永田照喜治                                           |
| 86         | 2007年12月7日  | エレベーターの未来を切り拓いた男・水口宏昭                                     |
| 87         | 2007年12月14日 | 駅弁の未来を切り拓いた女性・阿部静子                                           |
| 88         | 2007年12月21日 | ハーモニカの未来を切り拓いた男・真野市太郎                                     |
| 89         | 2007年12月28日 | まんじゅうの未来を切り拓いた男・林虎彦                                         |
| 90         | 2008年1月4日   | 野球場の未来を切り拓いた男・野田誠三                                           |
| 91         | 2008年1月11日  | 化粧パフで化粧の未来を切り拓いた男・坂本光彦                                   |
| 92         | 2008年1月18日  | 住宅地図で地図の未来を切り拓いた男・大迫正冨                                   |
| 93         | 2008年1月25日  | スピーカーの未来を切り拓いた男・堀昌司                                         |
| 94         | 2008年2月1日   | ニットの未来を切り拓いた男・島正博                                             |
| 95         | 2008年2月8日   | 宇宙観測の未来を切り拓いた兄弟・中村兄弟                                       |
| 96         | 2008年2月15日  | 納豆の未来を切り拓いた男・半澤洵                                               |
| 97         | 2008年2月22日  | 内視鏡の未来を切り拓いた男・中坪寿雄                                           |
| 98         | 2008年2月29日  | バラの未来を切り拓いた男・鈴木省三                                             |
| 99         | 2008年3月7日   | 和紙の未来を切り拓いた男・岩野平三郎                                           |
| 100        | 2008年3月14日  | トウシューズでバレエの未来を切り拓いた男・土屋誠                               |
| 101        | 2008年3月21日  | 万能自動串刺し機で串料理の未来を切り拓いた男・小嶋實                           |
| 102        | 2008年3月28日  | 美容はさみの未来を切り拓いた男・井上弘                                         |
| 103        | 2008年4月4日   | 冷凍技術の未来を切り拓いた男・大和田哲男                                       |
| 104        | 2008年4月11日  | 空の安全の未来を切り拓いた男・藤田哲也                                         |
| 105        | 2008年4月18日  | 携帯電話の未来を切り拓いた男・山本信介                                         |
| 106        | 2008年4月25日  | 相撲の未来を切り拓いた男・武蔵川喜偉                                           |
| 107        | 2008年5月2日   | メイクの未来を切り拓いた男・植村秀                                             |
| 108        | 2008年5月9日   | Technics SL-1200でターンテーブルの未来を切り拓いた男・小幡修一                 |
| 109        | 2008年5月16日  | 日本の芝の未来を切り拓いた男・松本栄一                                         |
| 110        | 2008年5月23日  | ラーメンの未来を切り拓いた男たち・大宮守人・西山孝之                           |
| 111        | 2008年5月30日  | テニスラケットの未来を切り拓いた男・米山稔（YONEX）                            |
| 112        | 2008年6月6日   | ブドウの未来を切り拓いた男・大井上泰                                           |
| 113        | 2008年6月13日  | ナイフの未来を切り拓いた男・岡田良男                                           |
| 114        | 2008年6月20日  | 自動計量器ではかりの未来を切り拓いた男・池田哲雄                               |
| 115        | 2008年6月27日  | メロンの未来を切り拓いた男・杉目直行                                           |
| 116        | 2008年7月4日   | 花火の未来を切り拓いた男・本田義治                                             |
| 117        | 2008年7月11日  | ゲルインキでボールペンの未来を切り拓いた男・井上繁康                           |
| 118        | 2008年7月18日  | ネジの未来を切り拓いた男・若林克彦                                             |
| 119        | 2008年7月25日  | 水洗いクリーニングでクリーニングの未来を切り拓いた男・山田幸雄                 |
| 120        | 2008年8月1日   | ボクシングの未来を切り拓いた男・杉林郁夫                                       |
| 121        | 2008年8月8日   | バレーボールの未来を切り拓いた男・仲田國一                                     |
| 122        | 2008年8月15日  | バイキングで西洋料理の未来を切り拓いた男・村上信夫                             |
| 123        | 2008年8月22日  | ペンギン飼育の未来を切り拓いた男・古賀忠道                                     |
| 124        | 2008年8月29日  | ナースの未来を切り拓いた男・澤登辰郎                                           |
| 125        | 2008年9月5日   | カメラの未来を切り拓いた男・更田正彦（Nikon）                                  |
| 126        | 2008年9月12日  | モンブランでスイーツの未来を切り拓いた男・迫田千万億                           |
| 127        | 2008年9月19日  | 折りたたみ式携帯電話の未来を切り拓いた男・久保田直基                           |
| 128        | 2008年9月26日  | イカ漁の未来を切り拓いた男・浜出慈仁                                           |
| 129        | 2008年10月3日  | 電動工具の未来を切り拓いた男・青木陽之介（マキタ）                             |
| 130        | 2008年10月10日 | チャンバラ映画の未来を切り拓いた男・久世竜                                     |
| 131        | 2008年10月17日 | かつお節の未来を切り拓いた男・新海豊一                                         |
| 132        | 2008年10月24日 | G-SHOCKで腕時計の未来を切り拓いた男・伊部菊雄（CASIO）                         |
| 133        | 2008年10月31日 | 食器洗い機の未来を切り拓いた男・谷口裕（Panasonic）                            |
| 134        | 2008年11月7日  | 壊すコトの未来を切り拓いた男・坂戸誠一                                         |
| 135        | 2008年11月14日 | 吊り橋の未来を切り拓いた男・古家和彦                                           |
| 136        | 2008年11月21日 | ブラジャーの未来を切り拓いた男・玉川長一郎（ワコール）                         |
| 137        | 2008年11月28日 | 椅子の未来を切り拓いた男・吉川信秀                                             |
| 138        | 2008年12月5日  | きのこの未来を切り拓いた男・森喜作                                             |
| 139        | 2008年12月12日 | 海の未来を切り拓いた男・吉永勝利                                               |
| 140        | 2008年12月19日 | シュレッダーの未来を切り拓いた男・高木禮二（明光商会）                         |
| 141        | 2008年12月26日 | プラモデルの未来を切り拓いた男・田宮俊作（タミヤ）                             |
| 142        | 2009年1月2日   | 筆ペンの未来を切り拓いた男・綿谷一行                                           |
| 143        | 2009年1月9日   | 除雪の未来を切り拓いた男・桂木公平                                             |
| 144        | 2009年1月16日  | ツナ缶の未来を切り拓いた男・村上芳雄                                           |
| 145        | 2009年1月23日  | 皮むき器の未来を切り拓いた男・小林二郎                                         |
| 146        | 2009年1月30日  | 文字認識の未来を切り拓いた男・山内俊文                                         |
| 147        | 2009年2月6日   | 手話の未来を切り拓いた男・高橋潔                                               |
| 148        | 2009年2月13日  | フリーズドライの未来を切り拓いた男・天野肇                                     |
| 149        | 2009年2月20日  | 電気カミソリの未来を切り拓いた男・綿谷秀次（Panasonic）                        |
| 150        | 2009年2月27日  | 特別編「究極の親子丼」・厳選素材VTR                                            |
| 151        | 2009年3月6日   | 昆布の未来を切り拓いた男・長谷川由雄、吉村捨良                                 |
| 152        | 2009年3月13日  | 着物の未来を切り拓いた男・久保田一竹                                           |
| 153        | 2009年3月20日  | 紙の未来を切り拓いた男・日比野良彦                                             |
| 154        | 2009年3月27日  | 抹茶の未来を切り拓いた男・杉田芳男                                             |
| 155        | 2009年4月3日   | キッチンシンクの未来を切り拓いた男・三浦正嗣（INAX）                           |
| 156        | 2009年4月10日  | 歌謡曲の未来を切り拓いた男・吉田正                                             |
| 157        | 2009年4月17日  | 活魚の未来を切り拓いた男・卜部俊郎                                             |
| 158        | 2009年4月24日  | 四川料理の未来を切り拓いた男・陳建民                                           |
| 159        | 2009年5月1日   | 針の未来を切り拓いた男・高橋敏雄                                               |
| 160        | 2009年5月8日   | 釣り竿の未来を切り拓いた男・大村隆一                                           |
| 161        | 2009年5月15日  | 動物園の未来を切り拓いた男・田野点                                             |
| 162        | 2009年5月22日  | 焼肉の未来を切り拓いた男・山田武司                                             |
| 163        | 2009年5月29日  | 屋内競技場の未来を切り拓いた男・川口衛                                         |
| 164        | 2009年6月5日   | タオルの未来を切り拓いた男・里井圓治郎                                         |
| 165        | 2009年6月12日  | 人工雪の未来を切り拓いた男・森太郎                                             |
| 166        | 2009年6月19日  | 精米の未来を切り拓いた男・佐竹利市・利彦                                       |
| 167        | 2009年6月26日  | 豚肉の未来を切り拓いた男・大田朝憲                                             |
| 168        | 2009年7月3日   | ソーセージの未来を切り拓いた男・中村實                                         |
| 169        | 2009年7月10日  | 卵割りの未来を切り拓いた男・吉本登                                             |
| 170        | 2009年7月17日  | イルカの未来を切り拓いた男・加藤信吾                                           |
| 171        | 2009年7月24日  | 新幹線の顔の未来を切り拓いた男・山下清登                                       |
| 172        | 2009年7月31日  | 耐震研究の未来を切り拓いた男・大谷圭一                                         |
| 173        | 2009年8月7日   | ファンデーションの未来を切り拓いた男・田中洋一郎                               |
| 174        | 2009年8月14日  | フルートの未来を切り拓いた男・村松孝一                                         |
| 175        | 2009年8月21日  | 冒険の未来を切り拓いた男・山田俊哉                                             |
| 176        | 2009年8月28日  | 砲丸投げの未来を切り拓いた男・辻谷政久（辻谷工業）                             |
| 177        | 2009年9月4日   | マネキンの未来を切り拓いた男・島津良蔵                                         |
| 178        | 2009年9月11日  | プラネタリウムの未来を切り拓いた男・大平貴之                                   |
| 179        | 2009年9月18日  | カーナビゲーションの未来を切り拓いた男・田上勝俊                               |
| 180        | 2009年9月25日  | プロ野球の未来を切り拓いた男・河野安通志                                       |

## 放映ネット局
同時ネット
NNN30局、毎週金曜 23:00 - 23:30（特番・スポーツ中継等で遅延あり）。またテレビ大分ではクロスネットの都合上、直前のフジテレビ系列の編成によっては他の29局よりも放送時間が遅くなる場合がある。
時差ネット
沖縄テレビ（フジテレビ系列）、毎週土曜 15:55 - 16:25、原則として約17時間遅れ。

## 番組単行本
- 未来創造堂 未来を切り拓いたモノづくり（日テレBOOKS 2008年6月 ISBN 4-8203-0019-9）

## スタッフ
- テーマ音楽：久石譲
- 構成：松井尚、クリタヤスシ、田代裕、矢野了平
- TM (テクニカルマネージャー) ：高木冬夫
- SW (スイッチャー) ：村上新郷
- CAM (カメラマン) ：田代義昭
- VE (ビデオエンジニア) ：塩原和益
- 照明：大矢晃
- MIXER (ミキサー) ：太田黒健至
- 美術プロデューサー：林健一
- 美術デザイン：道勧英樹
- グラフィックデザイン：栗原順子
- 装置：四之宮克成
- 電飾：糸数青祥
- 装飾：伊沢英樹
- 持道具：高橋由美
- 衣裳：原嶋正男
- 造園：花香恭子
- 結髪：松本多香子
- メイク：中西樹里
- CG・アニメーション：黒木毅志
- イラストレーション：五十嵐晃
- VTR編集：松田和茂
- MA：小田崇
- 選曲効果：小堀博孝
- TK (タイムキーパー) ：阿部直子
- 編成：糸井聖一、田中裕樹
- 広報：斎藤織恵
- デスク：木村真弓
- リサーチ：金井真紀、カメヨ
- FD (フロアディレクター) ：鬼頭明
- AD (アシスタントディレクター) ：高野亮
- 制作プロデューサー：千葉昭人
- VTR演出：松川さやか
- 総合演出：内山雄人
- プロデューサー：大澤弘子(以前は、編成)、杉田浩光、大野聰介（以前は、ディレクター）、菅原康洋、鈴木美江子、尾崎充
- 演出・プロデューサー：村上和彦
- チーフプロデューサー：鈴江秀樹
- 技術協力：IMAGICA
- 美術協力：日テレアート
- 制作協力：テレビマンユニオン

### 過去のスタッフ
- TM (テクニカルマネージャー) ：勝見明久
- 企画：三瓶篤樹
- 編成：松井昌治、小山正、中村博行、土谷幸弘、中川学、瀬戸口正克、服部一孝、寺内壮、田中秀雄
- 広報：笹木奈緒美
- 助監督：森宏治
- 制作プロデューサー：河東奈月、河北穣
- AP (アシスタントプロデューサー) ：横田崇
- プロデューサー：田仲芳幸
- チーフプロデューサー：政橋雅人→染井将吾

## スポンサー
HONDAの一社提供番組である。また、提供クレジットには同社のASIMOも登場し、「『未来創造堂』はThe Power of Dreams. HONDAの提供でお送りします（しました）」と読み上げる。番組開始から2008年3月までは1体のみだったが、同年4月以降は2体となって同時に提供読みをおこなっている。
2008年以降、ASIMOが司会となり、HONDAの様々な「こだわり」をVTR（ナレーターは冨永みーな）で紹介する『HONDA創造堂』（60秒のCM扱い）が不定期で放送される。これまでの放送内容はHONDAの番組公式ホームページにて確認できる。
提供クレジットについては以下の通り。
放送開始〜2008年3月
- 開始時 - ASIMOがセットの右方からHONDAロゴが入った紙芝居を運んできて、カメラが上側から正面に寄ったところで提供読み。
- 終了時 - セットの前でASIMOが両手を振りながら提供読み（立ち位置は左に紙芝居、右にASIMO）。
  - 提供読み上げは構成変更の第55回までは冒頭部分が「この番組は〜」であった。

2008年4月〜番組終了
- 開始時 - 2体のASIMOがセットのテーブルに座っており、奥に置いてあるHONDAロゴの紙芝居をバックに提供読み。
- 終了時 - セットの前で2体のASIMOが両手を振りながら提供読み（立ち位置は中央に紙芝居、両端にASIMO）。